# Supercoppa spagnola 2004 (pallavolo maschile)
La Supercoppa spagnola 2004 si è svolta il 12 ottobre 2004: al torneo hanno partecipato due squadre di club spagnole e la vittoria finale è andata per la prima volta all'Arona.

## Regolamento
Le squadre hanno disputato una gara unica.

## Squadre partecipanti
| Squadra | Qualificazione                  | Ultima partecipazione    |
| ------- | ------------------------------- | ------------------------ |
| Almería | Vincitrice SVM 2003-04          | Supercoppa spagnola 2003 |
| Arona   | Vincitrice Coppa del Re 2003-04 | Debutto                  |

## Torneo
| 12 ottobre 2004 Pabellón Municipal Rafael Florido, Almería Durata: 1h:54 - Spettatori: 1 800 | Almería | 2 - 3 | Arona | 25-22, 17-25, 21-25, 25-23, 11-15 |